# Pierre-André Bovey
Pierre-André Bovey, né le 17 octobre 1942 à Lausanne, est un flûtiste et compositeur vaudois.

## Biographie
Pierre-André Bovey commence ses études classiques au Collège Saint-Michel de Fribourg. Il étudie la flûte avec André Bosshard à Berne et les branches théoriques chez Lucie Dikenmann de l'Institut de musicologie de l'université de Berne. En 1963, il est diplômé de la Société suisse de pédagogie musicale. Il poursuit l'étude de son instrument au Conservatoire de Zurich chez André Jaunet dans la classe duquel il obtint son diplôme de concert en 1969. Il travaille ensuite, entre 1969 et 1972, le contrepoint et la composition avec Rolf Looser au Conservatoire de Bienne dans lequel il enseignera de 1963 à 2007.
Pierre-André Bovey partage ses activités entre l'enseignement au Conservatoire de Bienne, les concerts et la composition. Depuis 1990, il dirige l'ensemble de flûtes traversières Intercity Flute Players, pour laquelle il compose Les saisons de la flûte. Le catalogue de Pierre-André Bovey, qui comporte à ce jour plus d'une centaine d'opus, comprend des œuvres écrites essentiellement pour son instrument, la flûte, mais aussi pour piano, orgue, clavecin, clarinette, timbale, piano, quatuors à cordes, quatuors de trombones, hautbois d'amour et quatuor à cordes ainsi que des pièces vocales et un concerto pour violon et orchestre. On lui doit aussi un petit traité sur la flûte qui a pour titre Cinq leçons sur la sonorité.
Pierre-André Bovey est membre de l'Association des musiciens suisses depuis 1989 et a créé de nombreuses œuvres de compositeurs suisses contemporains. Toute son œuvre est conservée à la section des Archives musicales de la Bibliothèque cantonale et universitaire - Lausanne.

## Sources
- « Pierre-André Bovey », sur la base de données des personnalités vaudoises sur la plateforme « Patrinum » de la Bibliothèque cantonale et universitaire de Lausanne.
- Jean-Louis Matthey, Pierre-André Bovey: catalogue des œuvres, Lausanne, Bibliothèque cantonale et universitaire - Lausanne, 1995, p. 4
- Pierre-André Bovey, "Création - interprétation - réception" in: Jean-Louis Matthey, éd., Musique et humanisme, Revue musicale de Suisse romande, 1998, p. 151–164